# Kurt-Eduard Engelmann
Kurt-Eduard Engelmann (8 de Abril de 1903 - 13 de Março de 1943) foi um comandante de U-Boot que serviu na Kriegsmarine durante a Segunda Guerra Mundial.